# (5657) Groombridge
(5657) Groombridge – planetoida z pasa głównego asteroid okrążająca Słońce w ciągu 4 lat i 58 dni w średniej odległości 2,59 j.a. Została odkryta 28 sierpnia 1936 roku w Landessternwarte Heidelberg-Königstuhl w Heidelbergu przez Karla Reinmutha. Nazwa planetoidy pochodzi od Stephena Groombridge'a (1755-1832), angielskiego astronoma, który zestawił katalog gwiazd A Catalogue of Circumpolar Stars jaśniejszych od 9m. Nazwa została zaproponowana przez Lutza Schmadela. Przed nadaniem nazwy planetoida nosiła oznaczenie tymczasowe (5657) 1936 QE1.